# 6e cérémonie des Golden Globes
La 6e cérémonie des Golden Globes a eu lieu le 16 mars 1949 à l'Hotel Roosevelt à Los Angeles, récompensant les films sortis en 1948 et les professionnels s'étant distingués cette année-là.

## Palmarès
- Meilleur film (ex æquo)
  - Johnny Belinda
  - Le Trésor de la Sierra Madre (The Treasure of the Sierra Madre)
- Meilleur acteur
  - Laurence Olivier pour le rôle de Hamlet dans Hamlet
- Meilleure actrice
  - Jane Wyman pour le rôle de Belinda McDonald dans Johnny Belinda
- Meilleur acteur dans un second rôle
  - Walter Huston pour le rôle de Howard dans Le Trésor de la Sierra Madre (The Treasure of the Sierra Madre)
- Meilleure actrice dans un second rôle
  - Ellen Corby pour le rôle de Tante Trina dans Tendresse (I Remember Mama)
- Golden Globe de la jeunesse
  - Ivan Jandl pour le rôle de Karel "Jimmy" Malik dans Les Anges marqués (The Search)
- Meilleur réalisateur
  - John Huston pour Le Trésor de la Sierra Madre (The Treasure of the Sierra Madre)
- Meilleure photographie
  - Gabriel Figueroa pour La Perle (La perla / The Pearl)
- Meilleure musique de film
  - Brian Easdale pour Les Chaussons rouges (The Red Shoes)
- Meilleur scénario
  - Richard Schweizer pour Les Anges marqués (The Search)
- Meilleure promotion pour l'entente internationale
  - Les Anges marqués (The Search) de Fred Zinnemann (La récompense avait déjà été décernée.)